# William M. Levy
William Mallory Levy (* 31. Oktober 1827 in Isle Of Wight, Isle of Wight County, Virginia; † 14. August 1882 in Saratoga, New York) war ein US-amerikanischer Politiker. Zwischen 1875 und 1877 vertrat er den Bundesstaat Louisiana im US-Repräsentantenhaus.

## Werdegang
William Levy besuchte nach der Grundschule bis 1844 das College of William & Mary in Williamsburg. Während des Mexikanisch-Amerikanischen Krieges war er Leutnant einer Freiwilligeneinheit aus Virginia. Nach einem anschließenden Jurastudium und seiner im Jahr 1851 erfolgten Zulassung als Rechtsanwalt begann er in Norfolk in seinem neuen Beruf zu arbeiten. 1852 zog Levy nach Natchitoches in Louisiana, wo er ebenfalls als Anwalt praktizierte. Politisch wurde er Mitglied der Demokratischen Partei. Zwischen 1859 und 1861 saß er als Abgeordneter im Repräsentantenhaus von Louisiana. Während des Bürgerkriegs stieg er im Heer der Konföderierten Staaten bis zum Major auf.
Bei den Kongresswahlen des Jahres 1874 wurde Levy im vierten Wahlbezirk von Louisiana in das US-Repräsentantenhaus in Washington, D.C. gewählt, wo er am 4. März 1875 die Nachfolge des Republikaners George Luke Smith antrat. Da er im Jahr 1876 von seiner Partei nicht mehr nominiert wurde, konnte er bis zum 3. März 1877 nur eine Legislaturperiode im Kongress absolvieren. 1879 war Levy Mitglied einer Versammlung zur Überarbeitung der Verfassung von Louisiana. Im selben Jahr wurde er beisitzender Richter am Louisiana Supreme Court. Dieses Amt bekleidete er bis zu seinem Tod am 14. August 1882 in Saratoga. Er wurde in Natchitoches beigesetzt.